# Only Teardrops
Only Teardrops är en låt med den danska sångerskan Emmelie de Forest. Låten är skriven av Julia Fabrin Jakobsen, Thomas Stengaard, samt Lise Cabble som även skrev Danmarks bidrag till Eurovision Song Contest åren 1995 och 2011. Enligt de Forest handlar låten om krig och fred, både inom en relation eller över världen.

## Eurovision
De 26 januari 2013 vann Emmelie de Forest med låten i Dansk Melodi Grand Prix 2013. Den fick totalt 26 poäng, 7 fler än tvåan "Unbreakable". Den kom därmed att vara Danmarks bidrag i Eurovision Song Contest 2013, genomförd i Malmö i Sverige 18 maj. Emmelie de Forest framförde den på scenen i Malmö Arena i den första semifinalen som hölls den 14 maj 2013, där hon gick vidare som ett av tio bidrag. Bidraget vann sedan den 18 maj Eurovision Song Contest 2013 efter att ha uppnått 281 poäng, 47 poäng fler än andraplacerade Azerbajdzjan.
Singeln toppade efter segern i DMGP den danska iTunes-topplistan.